# Мусин-Пушкин, Алексей Иванович (1825)
Граф Алексей Иванович Мусин-Пушкин (1825, Санкт-Петербург, Российская империя — 1879, Ницца, Франция) — петербургский уездный предводитель дворянства (1858—1859), гофмаршал (1866) и гофмейстер двора (1869); брат генерал-адъютанта графа Александра и Владимира Мусиных-Пушкиных.

## Биография
Родился в Санкт-Петербурге 19 (31) мая 1825 года. Происходил из старинного дворянского рода Мусины-Пушкиных. Старший сын генерал-майора гофмейстера Ивана Алексеевича Мусина-Пушкина (1783—1836) от брака его с княжной Марией Александровной Урусовой (1801—1853). По отцу внук знаменитого библиофила графа А. И. Мусина-Пушкина, в честь которого его и назвали; по матери — обер-камергера князя А. М. Урусова.
Вместе с братьями и сестрой воспитывался в доме отчима канцлера князя А. М. Горчакова, к которому они «относились почтительно, но не сердечно». Получил домашнее образование. В ноябре 1844 года начал службу в Министерстве иностранных дел и до 1846 года состоял при дипломатической миссии в Штутгарте. Вернувшись в Петербург, в чине коллежского регистратора был причислен к департаменту внутренних сношений при Министерстве народного просвещения. Состоял почётным смотрителем С.-Петербургских Владимирского и Рождественского уездных училищ (1848), коллежский асессор (1856).

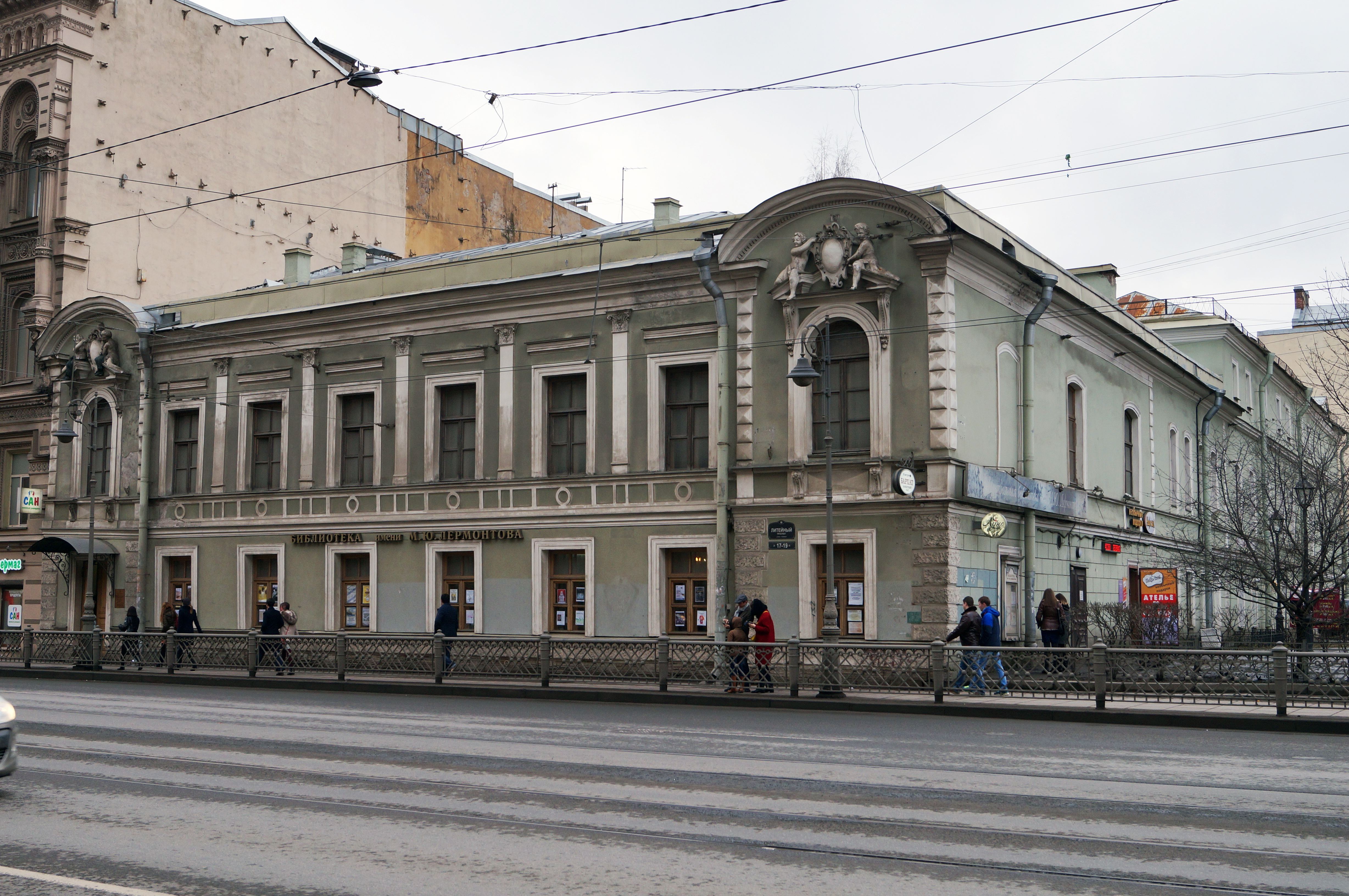
Дом графа Мусина-Пушкина

На коронацию императора Александра II получил звание «в должности церемониймейстера» (26.08.1856) и начал свою придворную карьеру. Исполнял должность петербургского уездного предводителя дворянства и состоял почётным попечителем петербургских гимназий. В 1859 году был назначен присутствующим Придворной конторы с правом голоса, в 1861 году стал её вице-президентом, сменив на этой должности князя М. В. Кочубея. Был удостоен придворного звания «в должности гофмаршала». Действительный статский советник (17.04.1863), гофмаршал (1866) и гофмейстер двора (29.12.1869). Состоял директором Комитета Высочайше утвержденного Общества попечительства о тюрьмах и почётным мировым судьей Мологского уезда. По ходатайству жены 12 марта 1873 года получил звание почётного попечителя Нежинского лицея, принадлежавшее её скончавшемуся брату.
Друг детства Л. Н. Толстого (изображенный им в повести «Детство» в лице одного из братьев Ивиных), граф Мусин-Пушкин в молодости имел репутацию светского льва. Он был крупным землевладельцем и владел в Петербурге домом на Литейном проспекте, д. 19, «двухэтажным, изящным и удобным», в котором был большой порядок".
По характеристике современника, был человек «пустейший из пустейших, чуждый всяких интриг, суетливый и хлопотливый в мелких делах, он как никто другой понимал цену денег и важность экономии. По службе никаких серьезных дел ему не поручали, но когда устраивалось какое-нибудь благотворительное предприятие — вроде театра или концерта, граф выдвигался на сцену и целый день суетился и рыскал, как угорелый. Одним словом, он был „великим человеком на малом деле“. При таких свойствах и дарованиях, он не мог приобрести среди серьезных и деловых людей, составляющих общество, большого уважения и эти люди, вообще, поглядывали на него как-то свысока и насмешливо».

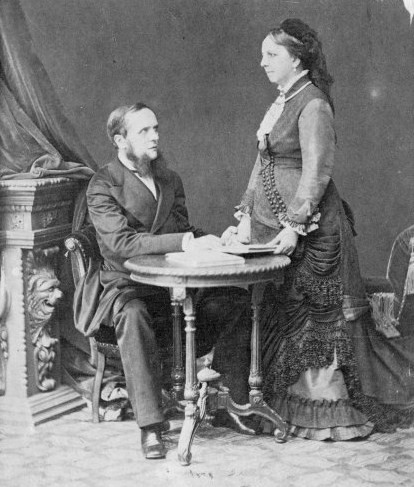
А. И. Мусин-Пушкин с женой (1877)

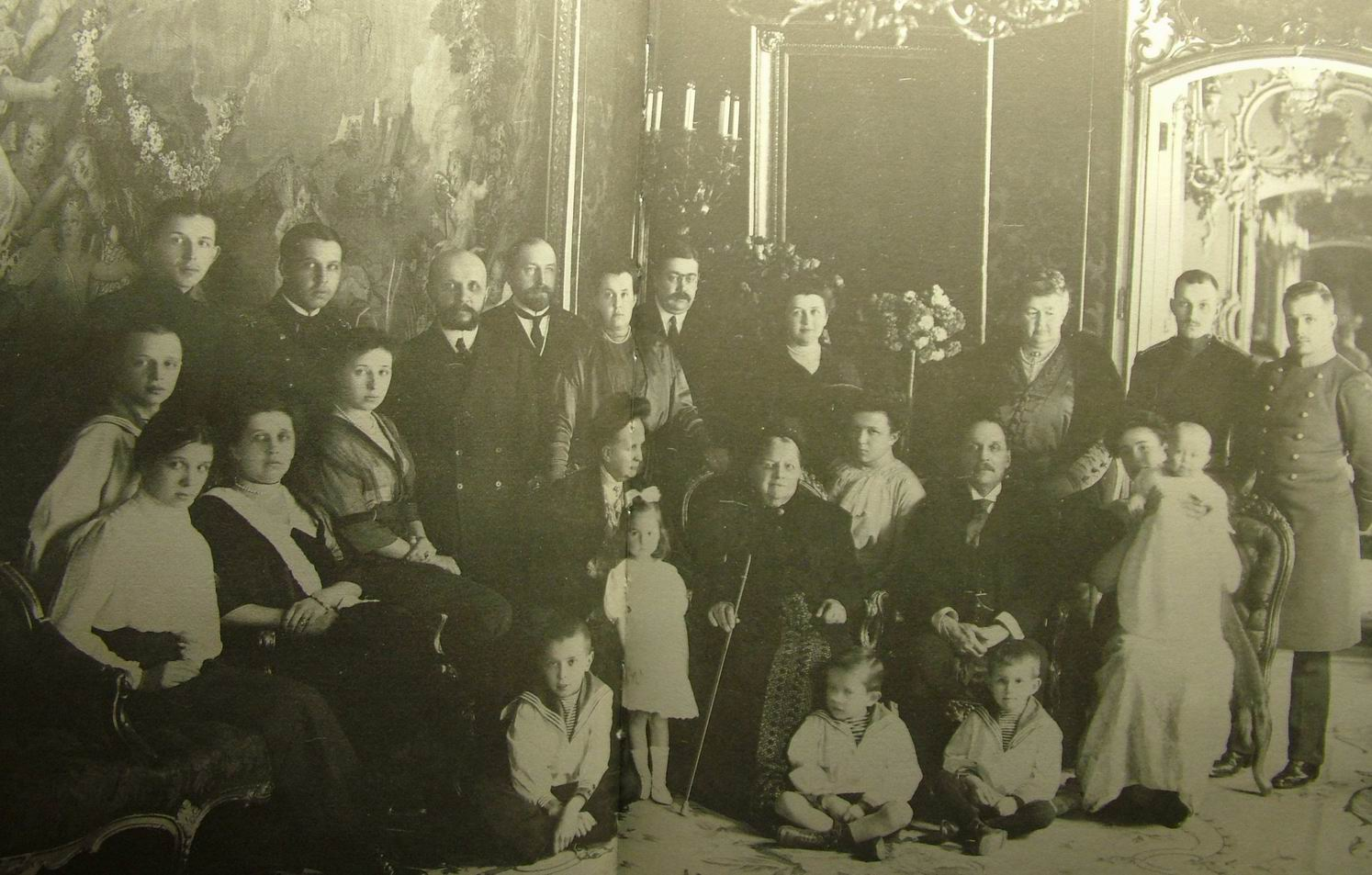
Семья Мусиных-Пушкиных в день 80-летия Любови Александровны (1913)

Скончался от чахотки 7 (19) ноября 1879 года в Ницце, тело его было перевезено в Петербург и похоронено 14 марта 1880 года на Никольском кладбище Александро-Невской лавры.

## Семья
Жена (с 05 ноября 1852 года) — графиня Любовь Александровна Кушелева-Безбородко (27.02.1833—1917), фрейлина двора (05.12.1849), дочь графа А. Г. Кушелева-Безбородко и внучка князя Н. Г. Репнина-Волконского. Родилась в Петербурге, крещена 6 апреля 1833 года в Сергиевском соборе при восприемстве дяди графа Г. Г. Кушелева, брата Григория, бабушки княгини В. А. Репниной-Волконской и тетки княжны Варвары. По словам современников, графиня Любовь Александровна красотой не блистала, но была богатой невестой и Мусин-Пушкин выгодно на ней женился. «Маленькая, безобразная, костлявая» графиня отличалась очень властным характером и после смерти братьев судилась за их наследство. Ей принадлежало три дома в Петербурге, дача в его окрестностях, а также имения в Ярославской и Орловской губерниях. Будучи деятельной благотворительницей, была соучредительницей благотворительного Крестовского общества, состояла председательницей Совета приюта кормилиц в память графа Г. А. Кушелева-Безбородко и почетным членом Петербургского Дамского комитета. За свою работу была пожалована в кавалерственные дамы ордена Святой Екатерины (меньшого креста) (18.05.1896), а позднее в статс-дамы двора. Последние годы жизни жила с сыном Владимиром в своем доме на Литейном и, по воспоминаниям С. Д. Шереметева, «была воплощением настоящей гранд-дамы», всегда привлекая окружающих «своим светлым и величавым спокойствием и снисходительною благожелательностью к молодому поколению». Умерла накануне февральской революции. В браке имела дочь и троих сыновей:
- Мария (1854—1924), фрейлина двора, замужем за князем Б. Б. Мещерским.
- Александр (1855—1918), сенатор (1913), гофмейстер двора.
- Иван (1857—1928), выпускник Пажеского корпуса, кавалергард, камер-юнкер, с 1903 года вице-консул в Берлине.
- Владимир (1868—1918), церемониймейстер двора.